# Kari Virtanen
Kari Juhani Virtanen (Piikkiö, 15 september 1958) is een voormalig profvoetballer uit Finland, die speelde als middenvelder gedurende zijn carrière. Hij beëindigde zijn actieve loopbaan in 1990 bij de Finse club Kuusankosken Kumu. Nadien stapte hij het trainersvak in. Hij leidde IFK Mariehamn in 2016 naar de eerste landstitel uit de clubgeschienis.

## Interlandcarrière
Virtanen, bijgenaamd Karo, kwam in totaal 37 keer uit voor de nationale ploeg van Finland in de periode 1979–1986, en scoorde een keer voor zijn vaderland. Hij maakte zijn officiële debuut onder leiding van bondscoach Esko Malm op 5 februari 1979 in de vriendschappelijke uitwedstrijd tegen Irak (1-0 nederlaag) in Bagdad. Hij moest in dat duel na de eerste helft plaatsmaken voor Risto Salonen. Virtanen nam met de Finse olympische selectie deel aan de Olympische Spelen in Moskou.

## Erelijst
RoPS Rovaniemi
- Suomen Cup

1986